# Benoît Waucomont
Benoît Waucomont est un footballeur et entraîneur belge né le 18 septembre 1977.

## Biographie
En 2015, il devient l'entraîneur de l'équipe féminine du Standard de Liège et remporte, en fin de saison 2015-2016, la première Super League.

## Palmarès
- Champion de Belgique féminin en 2016 avec le Standard de Liège